# Дон Камилло в России
«Дон Камилло в России» или «Товарищ Дон Камилло» (итал. Il compagno Don Camillo, фр. Don Camillo en Russie) — кинофильм режиссёра Луиджи Коменчини, вышедший на экраны в 1965 году. Экранизация произведений Джованнино Гуарески. Пятый из серии фильмов о похождениях дона Камилло, сыгранного Фернанделем.

## Сюжет
Пеппоне, мэр-коммунист городка, продвигает идею заключения договора с советским селом-побратимом. Местный священник дон Камилло выступает резко против и начинает кампанию по дискредитации этой идеи. Лицом этой кампании становятся «беглецы» из СССР, которые рассказывают о своей родине невероятные ужасы. Вскоре, однако, выясняется, что «беглецы» оказались банальными мошенниками, и Пеппоне таки убеждает односельчан поддержать его идею. Для посещения России и заключения договора собирается представительная делегация, причём дон Камилло добивается своего включения в неё. Не доверяя коммунистам, он хочет своими глазами посмотреть на жизнь за «железным занавесом»...

## В ролях
- Фернандель — дон Камилло
- Джино Черви — Джузеппе Боттацци по прозвищу Пеппоне
- Леда Глория — Мария Боттацци
- Джанни Гарко — Скамоджи, журналист из Рима
- Саро Урдзи — Бруско
- Грациелла Граната — Надя Петрова, переводчица
- Пауль Мюллер — русский поп
- Марко Тулли — Ло Смилдзо
- Жак Эрлен — Перлетти
- Алессандро Готлиб — Иван, председатель колхоза
- Маргарита Сала — жена Ивана
- Этторе Джери — Орегов
- Мирко Валентин — Саша, фальшивый русский
- Роземария Линдт — дочь русского